# Pycnogonum crassirostrum
Pycnogonum crassirostrum är en havsspindelart som beskrevs av Sars, G.O. 1888. Pycnogonum crassirostrum ingår i släktet Pycnogonum och familjen Pycnogonidae. Inga underarter finns listade i Catalogue of Life.